# Carlos Raffo Dasso
Carlos Alberto Raffo Dasso (Callao, 23 de agosto de 1927-Lima, 3 de julio de 2023) fue un empresario, político, diplomático y destacado golfista peruano.

## Biografía
Fue hijo de Carlos Alberto Raffo Campodónico y de María Julia Dasso Hoke. Por su lado paterno, fue nieto del banquero italiano Juan Francisco Raffo, quien fue presidente del Banco Italiano de 1926 a 1938. Por parte materna, fue sobrino del exalcalde de Lima Andrés F. Dasso Hoke.
Estudió en el Colegio Sagrados Corazones Recoleta de la ciudad de Lima. Posteriormente, realizó estudios universitarios en la Universidad Nacional Mayor de San Marcos y en la Pontificia Universidad Católica del Perú.
Desde joven destacó en el juego del golf, deporte que empezó a practicar consistentemente desde la década de 1940. En 1968, fue parte del equipo peruano ganador del Campeonato Sudamericano por Equipos "Copa Los Andes" que se disputó en el Lima Golf Club, junto a Guillermo Salazar Echecopar, Fernando Reusche Lummis, Ricardo Reece y Enrique Grau Malachowski. Fue también presidente de la Asociación Nacional de Scouts Peruanos (1966-1967) y un aficionado a la cocina y gastronomía.

## Vida profesional
Durante su vida, destacó en el campo empresarial y político peruano. Fue director secretario de la Corporación Nacional de Comerciantes, director de la Sociedad Nacional de Industrias y presidente del Comité Textil de la institución.
En las elecciones generales de 1962, postuló a la Cámara de Diputados por la Alianza Democrática.
En 1978 fue nombrado como miembro del Directorio del Banco de la Nación, en el que permaneció hasta 1980. Durante este tiempo, ejerció como vicepresidente del Directorio. Posteriormente, en 1968 fue elegido como miembro del Directorio del Banco Central de Reserva del Perú.
En 1986 el presidente Alan García propuso al Senado el nombramiento de Carlos Raffo como embajador del Perú en el Reino Unido. Luego de que la cámara aprobara la propuesta, Raffo ocupó el cargo hasta 1989.
En marzo de 1989, fue nombrado ministro de Industria por el presidente Alan García. Permaneció en el cargo hasta julio de 1990.
En 2006 fue nombrado como director del Banco Central de Reserva del Perú y fue vicepresidente del Directorio (2006-2010).
Fue presidente del Directorio de la Compañía de Seguros y Reaseguros Peruano-Suiza S.A.; director de Inmobiliaria y Administradora Perel S.A., El Pacífico - Compañía de Seguros y Reaseguros, Inversiones Cosepa S.A., Fosforera Peruana S.A, Universal Textil S.A., entre otras empresas.
Falleció en Lima el 3 de julio de 2023 a sus 95 años.